# Agissements sexistes au travail
Vous pouvez aider à l'améliorer ou bien discuter des problèmes sur sa page de discussion.
- Certaines informations devraient être mieux reliées aux sources mentionnées dans la bibliographie ou les liens externes. Améliorez sa vérifiabilité en les associant par des références. (Marqué depuis décembre 2016)
- Il ne s’appuie pas, ou pas assez, sur des sources secondaires ou tertiaires. (Marqué depuis décembre 2016)
- Il adopte un point de vue régional ou culturel particulier et nécessite une internationalisation. (Marqué depuis décembre 2016)

- Archive Wikiwix
- Bing
- Cairn
- DuckDuckGo
- E. Universalis
- Gallica
- Google
- G. Books
- G. News
- G. Scholar
- Persée
- Qwant
- (zh) Baidu
- (ru) Yandex
- (wd) trouver des œuvres sur Wikidata

En droit français, les agissements sexistes au travail sont l'ensemble des actions négativement discriminantes ayant pour cause le genre ou le sexe d'une personne dans son environnement professionnel. On les distingue du harcèlement sexuel par leur caractère non systématique. Les agissements sexistes se traduisent par exemple par un rabaissement ou par l'installation d'un environnement d'insécurité et délétère envers la personne concernée, et ayant pour cause de discrimination son sexe ou son genre. Leurs effets concrets, dans le cadre professionnel sont notamment les écarts de rémunération, de considération, d'évolution professionnelles. Leur cadre directement associé est souvent le monde du travail, bien que la notion puisse s'élargir à tout espace d'interaction.

## Notion d'agissement sexiste

### Définition
La notion d'agissement sexiste est définie comme tout agissement lié au sexe d'une personne, ayant pour objet ou pour effet de porter atteinte à sa dignité ou de créer un environnement intimidant, hostile, dégradant, humiliant et offensant. Cela peut concerner le recrutement, la rémunération, la formation, la subordination, l'évaluation amenant à une promotion, une affectation ou de mutation. Dans le rapport Le sexisme dans le monde du travail : entre déni et réalité publié en 2015 par le Conseil supérieur de l’égalité professionnelle entre les femmes et les hommes, les manifestations du sexisme ordinaire dans le cadre du travail (agissements sexistes et harcèlement sexuel) sont désignées : blagues et remarques sexistes, incivilités à raison du sexe, police des codes sociaux du sexe, interpellations familières, fausse séduction, sexisme bienveillant, considérations sexistes sur la maternité ou les charges familiales.
Le terme d'agissement sexiste se distingue de la notion de harcèlement sexuel par la non-répétition de l'acte. Le harcèlement sexuel est constitué par de propos ou comportements à connotation sexuelle répétés qui portent atteinte à sa dignité en raison de leur caractère dégradant ou humiliant, ou créent à son encontre une situation intimidante, hostile ou offensante.

### Cadre juridique

#### En France
La loi du 8 août 2016 relative au travail, à la modernisation du dialogue social et à la sécurisation des parcours professionnels, dite loi Travail, consacre dans son chapitre 2 le renforcement de la lutte contre les discriminations, le harcèlement sexuel et les agissements sexistes. Elle est sur ce sujet dans le prolongement de l'esprit de la loi dite Rebsamen. Avant ces deux lois, la notion de sexisme n'existait pas dans le Code du travail. Toutefois, certains actes sexistes étaient déjà dans la législation française, notamment le harcèlement sexuel et la discrimination liée au sexe (agissement en raison du sexe). La présence de dispositions de lutte contre les agissements sexistes a été qualifiée de « pépite inattendue » car ces mesures introduites dans la loi à la faveur d'amendements permettent de définir de tels agissements comme faisant partie des risques professionnels inhérents à l'entreprise.

### Existence d'un risque professionnel
Les agissements sexistes font partie des risques que l'organisme employeur doit prendre en compte lorsqu'il planifie la prévention des risques professionnels. Ils s'intègrent dans la liste des principes généraux de prévention à la charge de l'employeur. Selon son obligation de sécurité de résultat, l'employeur est tenu de supprimer les dangers liés à son activité et/ou gérer les risques prévisibles d'accidents ou de maladies susceptibles de porter atteinte à la santé soit l'intégrité physique et psychique des travailleurs. Pour cela, Il doit identifier et évaluer le risque, former et informer les salariés ainsi que respecter la réglementation applicable au sein de l'entreprise. Par ailleurs, les salariés peuvent utiliser leur droit d'alerte lorsqu'ils considèrent que ces agissements sexistes sont un motif raisonnable de penser que la situation présente un danger grave et imminent pour leur vie ou leur santé.

## Réglementation en France
L'entreprise, étant le cadre principal de l'existence d'agissements sexistes, doit prévoir la mise en place de l'éviction de ce risque professionnel ainsi que sa répression.

### Obligation de prévention
Par l'article 4 de la loi Travail, les dispositions légales en matière d'agissements sexistes doivent figurer dans le règlement intérieur de l'entreprise. Les intégrer dans le règlement intérieur permet d'en envisager la répression. Pour faire respecter le règlement intérieur, l'employeur doit exécuter son obligation de sécurité de résultat. Le Conseil Social et Économique (qui remplace depuis 2017 le Comité d'hygiène, de sécurité et des conditions de travail) peut proposer des actions de prévention en matière de harcèlement moral ou sexuel mais également concernant les agissements sexistes notamment par la mise en place de formations.

### La preuve de l'existence des agissements sexistes
La procédure probatoire concernant les agissements sexistes se rapproche de celle concernant la discrimination liée au sexe. Ainsi, la personne, ayant subi un agissement sexiste, doit présenter des éléments de fait laissant supposer l'existence d'un tel agissement. La personne doit apporter des présomptions graves, précises et concordantes. Dès lors, la charge de la preuve est aménagée et c'est à la personne accusée d'agissement sexiste de prouver son innocente.

### Répression des agissements sexistes
L'agissement sexiste n'est pas sanctionné pénalement. L'interdiction d'agissement sexiste par le Code du travail permet toutefois à l'employeur de sanctionner disciplinairement un salarié. En revanche, la répétition d'agissements sexistes pouvant être qualifié de harcèlement, est sanctionné par la loi. De même, les agressions à caractère sexuel et les discriminations sont punies par la loi.